# 元井淳
元井 淳（もとい あつし、1976年11月13日 - ）は、千葉県出身のサッカー指導者。FC越後妻有監督。

## 来歴
順天堂大学卒業後は千葉県内の高校で教員となり千葉教員SCでプレー。指導者として中学・高校のコーチ・監督を歴任、2005年から大宮アルディージャのコーチングスタッフとなり、2012年にはASエルフェン狭山FCに派遣されGMを務めた。同年12月、渡邉英豊の監督辞任に伴い監督代行として皇后杯で指揮を執った。
2013年から大宮に戻りU-12コーチを務め、2016年にちふれASエルフェン埼玉監督に就任。なでしこリーグ2部で2位となり、コノミヤ・スペランツァ大阪高槻との入替戦に勝利し1部昇格を果たした。2017年も引き続き指揮を執った が、リーグ戦で9位となりセレッソ大阪堺レディースとの入替戦に敗れ2部降格となった。
2017年11月には翌シーズンの続投が発表されていた が、2018年2月、GM就任。同年11月23日、GMを退任した。
2018年12月27日に、2019年シーズンのバニーズ京都SC監督就任が報じられる。
2021年4月21日には2021年シーズンのFC越後妻有GM兼監督の就任が発表された。

## 所属クラブ
- 二松學舍大学付属沼南高等学校
- 順天堂大学
- 千葉教員SC

## 指導歴
- 1999年 - 2001年 二松學舍大学付属沼南高等学校コーチ
- 1999年 - 2001年 FCドリーム八日市場コーチ
- 2000年 - 2001年 市川市立第三中学校コーチ
- 2001年 - 2002年 千葉県立流山東高等学校監督
- 2002年 - 2003年 千葉県立柏南高等学校コーチ
- 2003年 - 2004年 千葉県立松戸国際高等学校監督
- 2004年 - 2005年 千葉県立鎌ケ谷西高等学校コーチ
- 2005年 - 2015年 大宮アルディージャ
  - 2005年 - 2007年 FC深谷コーチ（派遣）
  - 2008年 - 2011年 FC深谷監督（派遣）
  - 2012年 ASエルフェン狭山FC GM（派遣）
  - 2013年 - 2015年 U-12コーチ
- 2016年 - ちふれASエルフェン埼玉
  - 2016年 - 2017年 監督
  - 2018年  GM
- 2019年 - 2020年 バニーズ京都SC 監督
- 2021年 - FC越後妻有 GM兼監督

## 資格
- JFA公認A級コーチジェネラル
- JFA公認47FAインストラクター
- JFA公認キッズリーダーインストラクター
- JFAスポーツマネージャーズカレッジサテライト講座修了
- FIFAグラスルーツセミナー修了